# Kézdiszentlélek

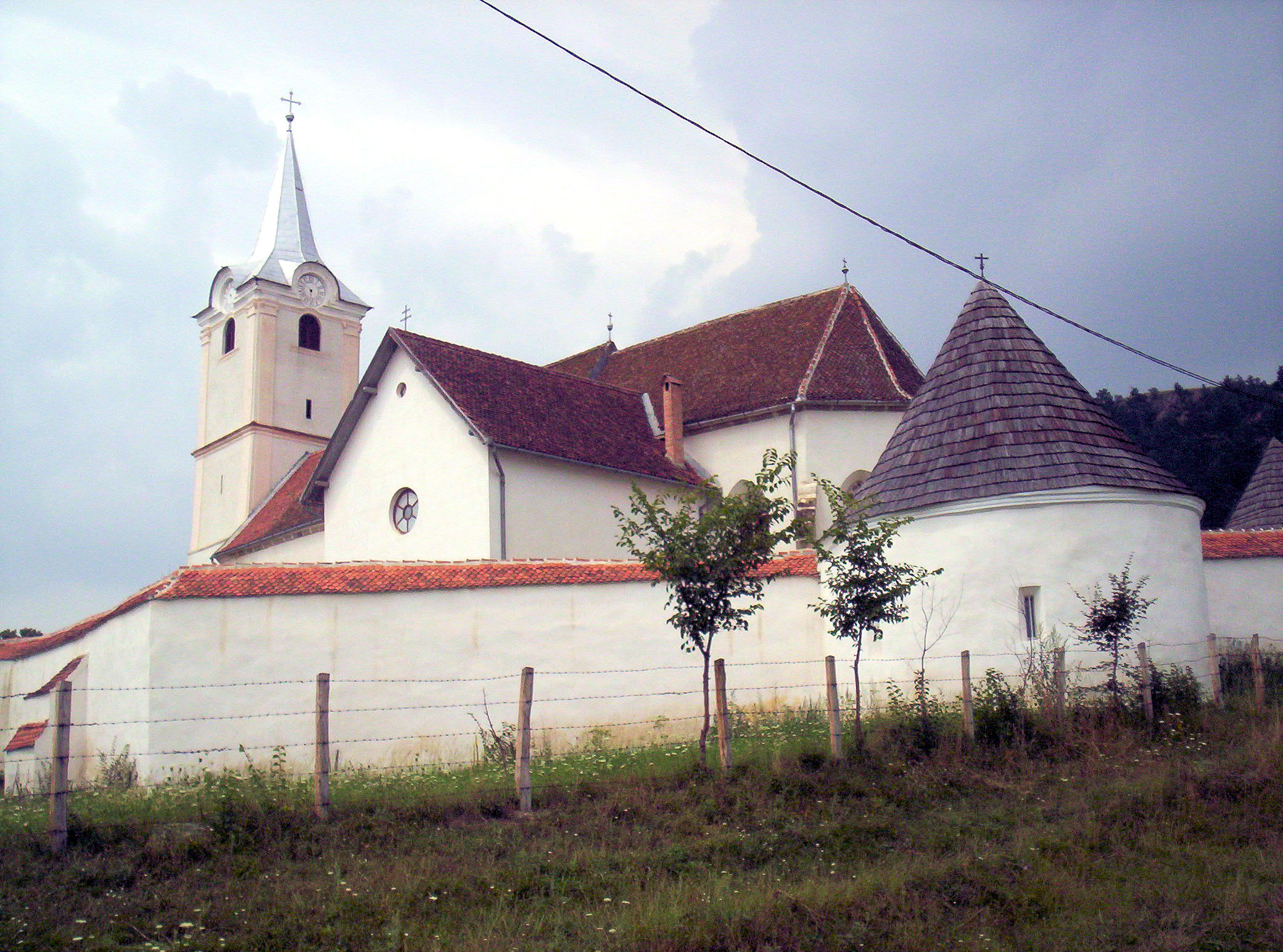
A római katolikus erődtemplom

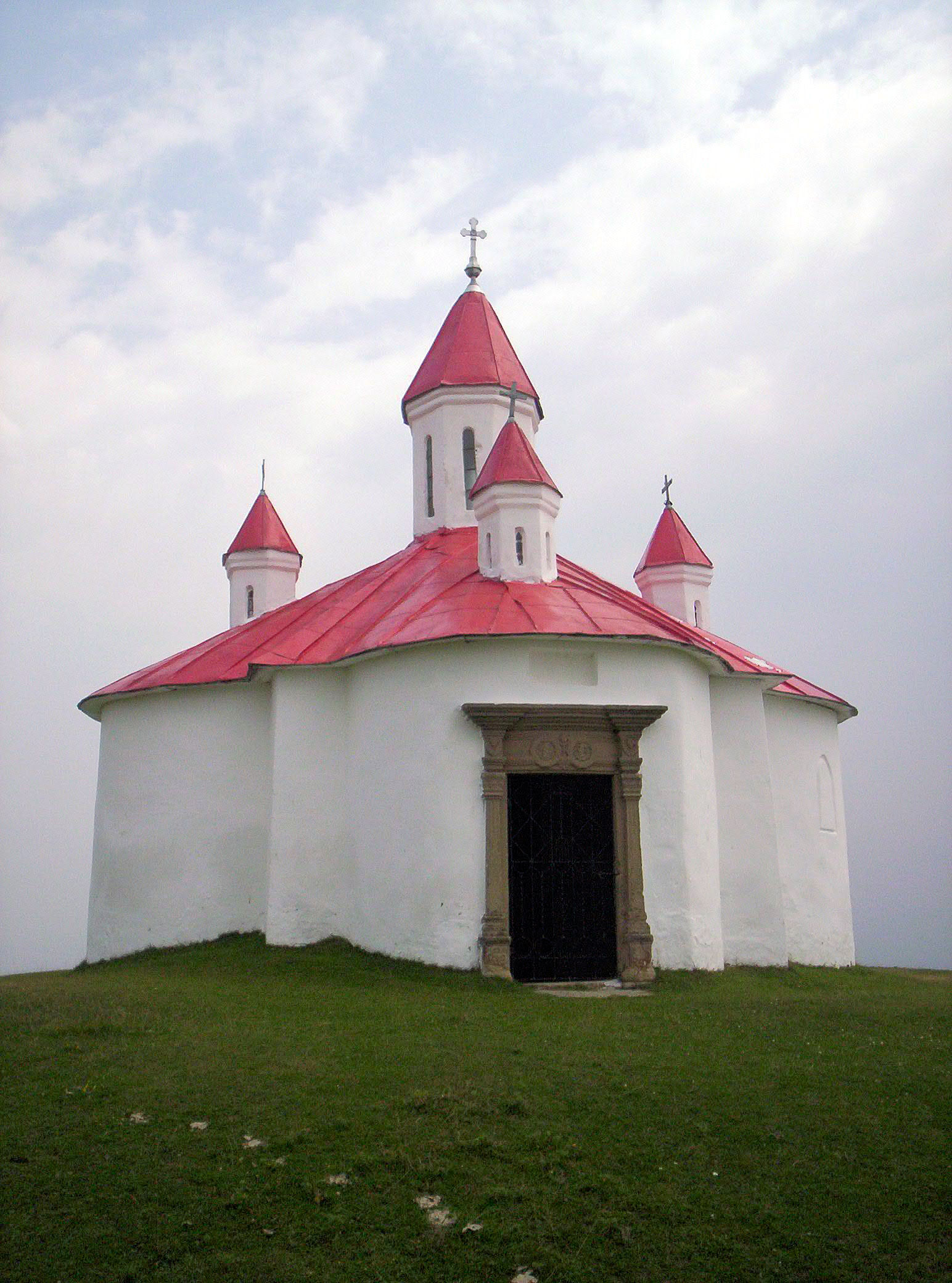
A Szent István tiszteletére emelt kápolna a Perkő csúcsán

Kézdiszentlélek (románul Sânzieni) falu Romániában, Kovászna megyében.

## Fekvése
Kézdivásárhelytől 5 km-re északra a Kászon-patak völgyében fekszik.

## Nevének eredete
Nevét a Szentlélek tiszteletére szentelt középkori templomáról kapta.

## Története
Kézdiszentléleket a hagyomány szerint a besenyők alapították.
A települést 1332-ben Sancto Spirito néven említik először.
Mai templomának elődje egy 13. századi román stílusú templom lehetett. Helyére épült 1400 körül a mai templom, melyet a 15. század második felében átépítettek. 1773-ban újra átépítették, erődítései 18. századiak. A Perkő tetején álló vár már a honfoglaláskor is létezett, 1241-ben a tatárok lerombolták, utána újjáépítették, de a 15. században egy török ostrom elpusztította. Újra helyreállították és véglegesen csak a 16. század végén pusztult el. A falunak 1910-ben 2998 magyar lakosa volt. A trianoni békeszerződésig és 1940–1944 között Háromszék vármegye Kézdi járásához tartozott. A falut a második világháborúban bombatámadás érte, melyben 285 ház égett le. 
1992-ben 2862 lakosából 2844 magyar, 4 román volt.
2002-ben a község teljes lakossága a hozzátartozó 3 faluval együtt 4682 fő, ebből 4648 magyar, amelyből Szentléleken 2780 fő él (2756 magyar, 19 román, 2 német és 3 egyéb nemzetiségű).
Kézdiszentlélek testvértelepülése Szentgál, 1993 óta.

## Látnivalók
- Római katolikus erődtemploma a Kászon bal oldalán magasodó Perkő aljában fekszik. Alaprajza egyedülálló úgynevezett "ollós", négy sarok- és egy kaputoronnyal.

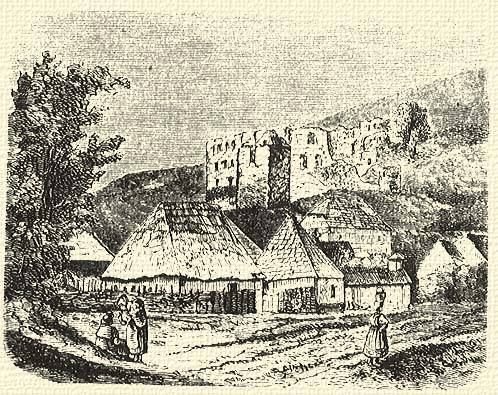
Rajz az 1627-es évekből még jól láthatóak a vár falai.

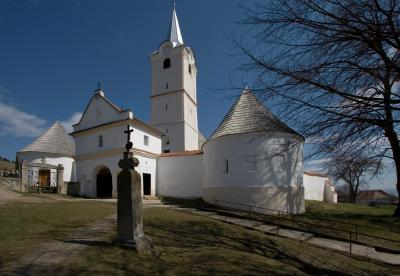
A kézdiszentléleki templom

- A Perkő tetején láthatók Szentlélek várának csekély maradványai, itt most a Szent István tiszteletére szentelt kis kápolna áll.Orbán Balázs fotográfiája erről a vidékről az 1868-ban kiadott A Székelyföld leírása III. kötetében

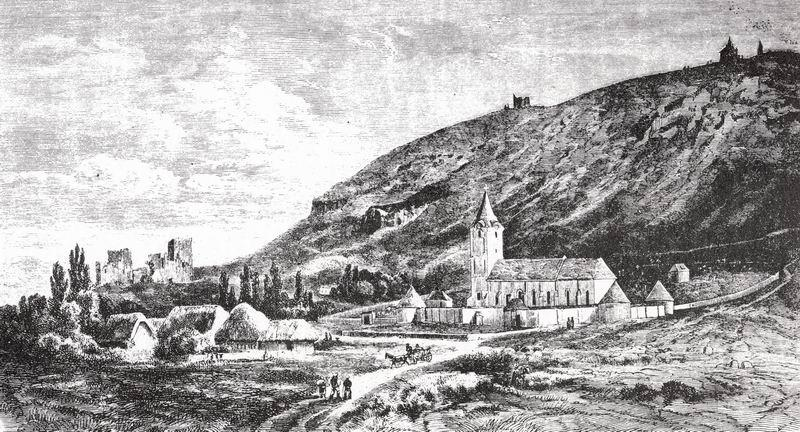
Orbán Balázs fotográfiája erről a vidékről az 1868-ban kiadott A Székelyföld leírása III. kötetében

- A Perkő keleti részén áll a 13. századi Szent István-kápolna, közelében pedig a Mikes Antal által építtetett Szent Antal-kápolna romjai látszanak.
- A Perkő oldalán a Mikes család várkastélyát a 15. század elején Mikes Benedek kezdte építtetni. Még a 19. század elején is lakható állapotban volt. Egykori védőfalainak maradványai még láthatók. Tarnóczi Sarolta elrablás: Ez az esemény képezi cselekményét Kemény Zsigmond Özvegy és lánya című regényének.
- A Könczey–Páll udvarház 1608-ban a Tamás udvarház 1812-ben épült.
- A falutól 3 órányira a csíki országút feletti sziklacsúcson találhatók Cecevár csekély maradványai, története nem ismert.
- A Hősök emlékműve: Dúló csaták után testük idegenben nyugszik, de emlékük közöttünk él – írja a hősök emlékművén, ami az első és a második világégésekben elhunyt szentléleki katonák emlékét őrzi. A Laub testvérek munkája eredetileg a Porond nevű falurészen volt, s 2001 augusztusától tekinthető meg jelenlegi helyén, a vártemplommal szemben. Az emlékmű nemcsak a hősi halottak emlékét őrzi, a talapzaton levő, karmai között kardot tartó Turul madárral díszített faragott kőtömböt a visszatérés emlékének (1940. szeptember 13.) szentelték.
- Millenniumi emlékmű: 2001 novemberében avatták fel a községközpontban, a mostani Szent István-szobor helyén a millennium és a kereszténység ezeréves évfordulója emlékére állított kopjafás emlékművet, melyet a helybeli Fábián Dezső és a kézdiszentkereszti Winkler Imre készített az utóbbi tervei alapján. Az emlékművet 2009 augusztus elején költőztették át mostani helyére, az Apor István-iskola előtti parkba. Az emlékmű talapzatát Bartalis Béla készítette.
- Kő obeliszk: Az 1714-ben felállított emlékkeresztes kő obeliszk az 1710-es években pusztító nemzetközi pestisjárványra emlékeztet, amikor a település lakói közül is több százan pusztultak el e kórban. A pestis több nagy hulláma között a legnagyobb a Fekete Halál volt, mely 1346-ban érte el a Krímet. És itt mint a történelem első biológiai fegyverét is bevetették. A tatár seregek Kaffa ostromakor pestises hullákat katapultáltak a város falain belülre.Az évszázadok során a pestis újra és újra lecsapott, ennek esett áldozatául Hunyadi János is, de többek között az 1710-es években az Osztrák Birodalomban pusztító járvány vetett véget a Rákóczi-szabadságharcnak is. Miközben egész Európát sokkolta, a járványnak pozitív hatásai is voltak: ösztönzően hatott az orvostudomány fejlődésére, a nemzeti tudományos nyelvek kialakulásának adott lökést. Az obeliszk alkotójának neve nem maradt fenn.
- Szent István emlékkereszt: A perkői kápolna haranglábától pár méterre található egy emlékkereszt. A Jakab Miklós által 1929-ben, Szent István apostoli király tiszteletére állított jel hátsó részén írja: Nyolc gyerekét s párját veszített férj áldozatából állok e hegy ormon ős Kápolna helyén / E nagy idők tanuját Keresőknek szólok e képen / Testsvér régi hazát juttat a földi Kereszt
- Szent István szobor: Kovászna megye egyetlen egész alakos Szent István-szobra Kézdiszentléleken található és 2009. augusztus 20-án avatták fel. A 2,40 méter magas, kőből készült szobor a székelyudvarhelyi Zavaczki Walter Levente szobrászművész alkotása.
- Székely kapu a Perkőn: 2007. augusztus 20-án a Pro Concordatia Populorum Nemzetközi Lovagrend és a megyei önkormányzat székelykapu állított a perkői kápolna felé vezető zarándokúton. A kapu a gelencei Both fivérek, László és Imre műhelyében készült.
- A Dinnyéskő: A székely kaputól kissé lejjebb érdekes dinnye alakú szikla áll, rajta emlékkereszt. A neve Dinnyéskő, legendája azonos a Csíksomlyó hegyén levő Kőosztováta legendájával. A legenda szerint a furcsa kinézésű szikla helyén egy öregasszony házikója állott. Nagyboldogasszony napján a szomszédok a templomba hívták az asszonyt, de az a szövőszéke mellett munkája közben rá se hederített a szép szóra, sőt csúnya szavakkal felelt a megszólításra. A kegyes hívők végighallgatták az ünnepélyes misét, nagy volt azonban a csodálkozásuk, amikor visszajövet nem találták az öregasszony házikóját, a helyén egy szikla állott, jól kivehető volt még az öregasszony alakja, amint a szövőszék mellett dolgozik. körülötte pedig az apró csirkék, melyeknek szemeket szedeget az anyjuk. Az évszázadok vihara sokat lemorzsolt a legendás Dinnyéskőből, azonban a merész fantáziájú néplélek megismeri ma is a kőcsoport ködös alakjait és azt mondja, hogy aki „kilencszer térden állva megkerüli a követ, hallja a szövőszék csattogását."
- Berecz asztala: A Perkő délnyugati oldalában sajátságos sziklacsoport vonja magára a figyelmet. Középen egy asztal alakú lapos szirt, négy oldalán négy kőszék, ezt Berecz asztalának hívja a nép s a szájhagyomány szerint Tarnóczi Sára ott fogyasztotta el estebédjét, ami, tekintve az innen feltáruló szép kilátást, regényhősnőnknek jó ízlésére mutat. Ez irányban alább a hegynek szabályszerű kiszökellése van, ezt Sieth várának hívják, sőt a hagyomány régi várat helyez oda, alatta pedig kincsekkel teli pincét sejtetnek. Falrakatnak semmi nyoma, s tekintve a hely kicsiny voltát, ott legfeljebb valami őrtorony állhatott.
- Emlékkereszt a Perkőn: 1967-ben a Perkő-hegy csúcsára Kozma Gábor (1926 – 1997) volt politikai fogoly impozáns méretű cserefa emlékkeresztet állított Szent István király tiszteletére, egyben így akarván emlékezni saját szabadulásra a börtönből. A kommunista diktatúra éveiben nem lehetett a keresztre felvésni mindezt, ezért Kozma Gábor halála előtt Vince fia vésette fel Fábián Dezsővel 1997 nyarán a keresztre a szöveget édesapja végakaratát teljesítve. Az időközben megrongálódott fakeresztet 2004-ben Vince újjal cserélte ki. A mai kereszt déli oldalán olvasható: Kézdiszentléleki politikai foglyok emlékére - Kozma Gábor, Finta Zoltán, Porkoláb Sándor, Kovács Bernád, Kovács István, Fábián Kálmán, Gergely Gáspár, Tamás Imre, Fábián Vince, Fábián Ignác, Bálint Kálmán. A kereszt északi oldalának felirata: Szent István királyunk tiszteletére állíttatta Kozma Vince 2004.

## Képgaléria

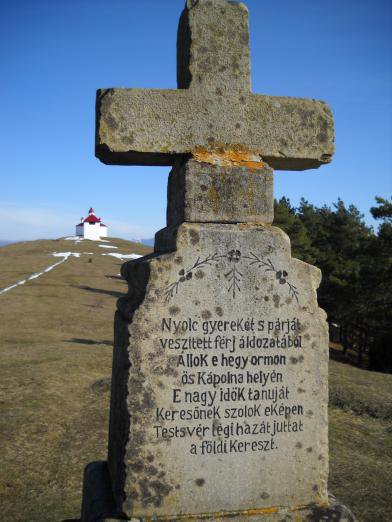
Szent István emlékkereszt

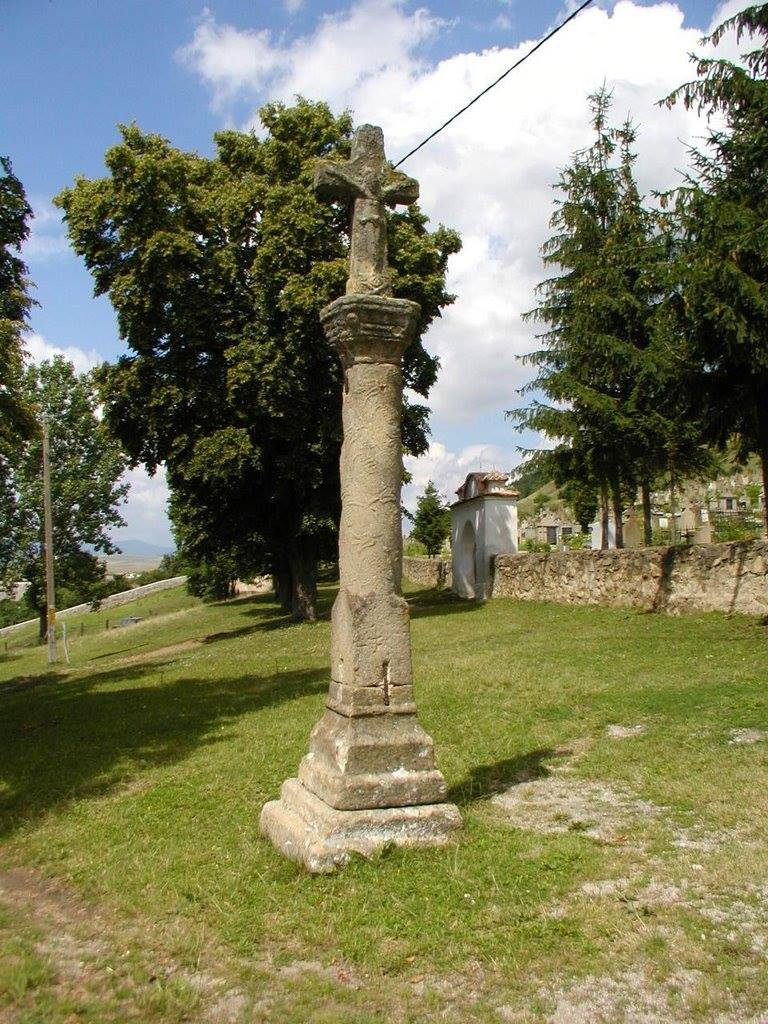
A falut sújtó pestis járvány túlélői emelték a pusztítás szomorú emlékére.

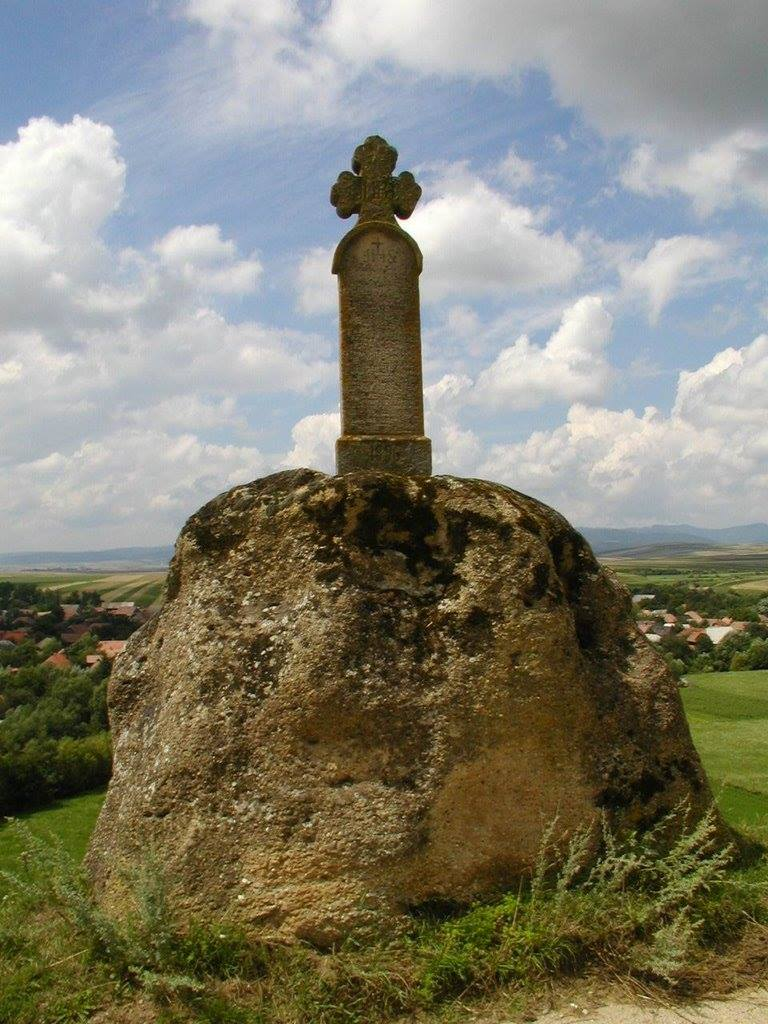
A Dinnyéskő

- Képek Kézdiszentlékelről a www.erdely-szep.hu

## Híres emberek
- Itt született 1701-ben Ferenczi Tóbiás teológiai doktor, ferences tartományfőnök.[2]
- Itt született 1910-ben Vizi Menyhért magyar tanító, pedagógiai szakíró.
- Szöllősy Szabó Lajos. (Kézdiszentlélek, 1803. febr. 11.–Bp., 1882. máj. 12.): táncos, koreográfus, táncmester. Az 1820-as évek elején színészként kezdte pályafutását. 1827–1832 között más városok mellett Kassán is működött. 1833-ban került a budai Várszínházhoz, ahol táncbetétekben, felvonásközökben, táncjátékokban lépett fel maga szerkesztette táncaival. 1834-től 1836-ig a színházi tánciskola táncmestereként is tevékenykedett. 1834 febr.-jában a színház bemutatta A haramiabanda (zeneszerző: Heinisch József) c. balettjét, amellyel Szöllősy Szabó Lajos a m. nemzeti táncjáték megteremtésére tett kísérletet. 1837-ben rövid ideig a Pesti Magyar Színház tagja volt. 1841-ben, a külföldi társastáncok helyettesítésének szándékával készítette el Körmagyar c. táncát, amelyet magyar quadrille-nek is nevezett. 1844-ben Erdélyben tanított, és a székely táncokat tanulmányozta. 1847-ben a Nemzeti Színházban is fellépett, és népszínművek betéttáncait koreografálta. Részt vett a szabadságharcban, majd az 1850-es években ismét tanított. 1861-ben a Budai Népszínházban készítette el Vasmegyei csárdás c. művét, amelyet lányai, Róza és Piroska vittek sikerre szerte az országban. Az 1870-es évek elején Miskolcon tanított. Szegényházban halt meg, elfeledve. Életét a m. nemzeti tánc elismertetésének és népszerűsítésének szentelte. F.K. Nagyidai lakodalom (1834); Az elrabolt hölgy, vagy a szerencsés összvetalálkozás a fogadóban (1835).

## Kultúra
- Perkő Néptáncegyüttes: alapította Gergely Zoltán (a helyi iskola, az Apor István Gimnázium volt igazgatója) 1986-ban. Utánpótlás csoportja a Borsika Néptáncsegyüttes. Összesen kb. 60 taggal működnek.
- Petőfi Sándor Művelődés ház.

## Testvértelepülés
Alsónyék, Magyarország
 Szentgál, Magyarország

## Film Kézdiszentlélekről
Rövid bemutató film Kézdiszentlélekről